# دامة (عفرين)
دامة  قرية سوريّة تتبع إداريّاً لمحافظة حلب منطقة عفرين ناحية شران، بلغ تعداد سكانها 113 نسمة حسب التعداد السكاني لعام 2004.